# Égyptienne (typographie)
Pour les articles homonymes, voir Égyptien.

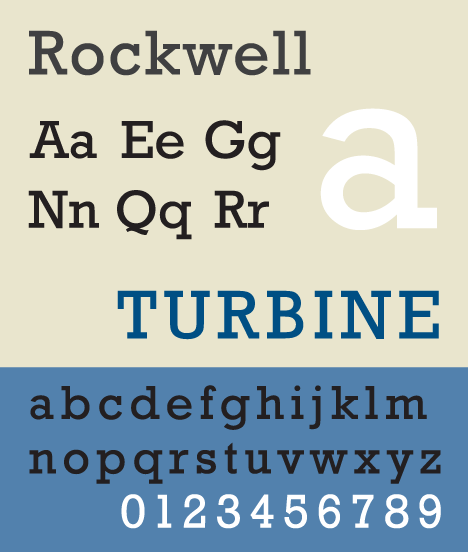
Rockwell, un caractère égyptien.

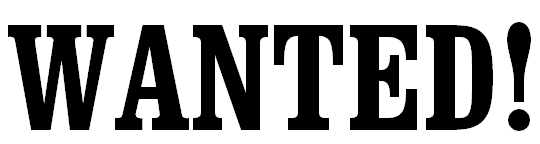
La police Clarendon a eu un grand succès aux États-Unis au XIXe siècle.

Logogramme de la Société Ferrero.

La typographie égyptienne (selon la classification Thibaudeau) ou mécane (selon la classification Vox-Atypi) se distingue des garaldes et des didones par son empattement rectangulaire.
C’est une police à sérif typique du goût anglais de la première moitié du XIXe siècle. Selon les principales variations choisies concernant l'empattement, on la distingue en « forme anglaise », « forme française », ou en mécane, « italienne ».
Sous sa variante Clarendon majuscule, elle est souvent au XXIe siècle associée au folklore du Far West et des westerns (voir ci-contre).
Se rattachent à la catégorie des égyptiennes les polices :
- Clarendon ;
- Courier (et tout spécialement le Courier gras) ;
- Memphis ;
- Prestige Elite ;
- Rockwell.

## Historique
Les égyptiennes seraient apparues, ou nommées ainsi, au début du XIXe siècle à cause de la popularité de l'expédition de Bonaparte en Égypte, dans la succession cependant d'un engouement préexistant pour la renaissance des graphies antiques (Etruscan, de William Caslon, date de 1746), utilisés, en fontes très grasses, en Angleterre pour la production de messages publicitaires-choc.
Citée par certaines sources la toute première des sans sérif anglaises, l'Egyptian de William Caslon junior IV,  dessinée en 1816, en majuscules uniquement, serait par ailleurs l'héritière directe de cette toute nouvelle dynastie des égyptiennes. La « mode du gras » anglaise, qui s'inscrit dans un emballement pour la réclame, tient aussi pour partie à l'évolution technologique et particulièrement l'accélération des tirages.